# Die Kane-Chroniken – Die rote Pyramide
Die Kane-Chroniken – Die rote Pyramide (Originaltitel: The Red Pyramide. The Kane-Chronicles) ist ein Fantasy-Roman des US-amerikanischen Jugendbuchautors Rick Riordan. Er ist das erste Buch der Reihe Die Kane-Chroniken und erschien im Jahr 2010 bei Disney Hyperion; die deutsche Übersetzung von Claudia Max wurde 2012 im Carlsen Verlag veröffentlicht. Es wurde von mehreren US-amerikanischen Medien in die Liste der Bestseller aufgenommen.

## Handlung
Die Geschichte wird aus der Ich-Perspektive von Sadie und Carter Kane erzählt. Sie beginnt mit einem privaten Museumsbesuch in London von Sadie, Carter, zwei Geschwistern, die seit dem Tod ihrer Mutter getrennt voneinander leben, und deren Vater Julius Kane. Bei diesem Besuch befreit ihr Vater fünf altägyptische Götter, nämlich Horus, Osiris, Isis, Seth und Nephthys, aus dem Rosettastein. Dabei lässt sich der Geist des Osiris im Vater nieder, der aber kurz darauf von Seth gefangen genommen wird. Isis lässt sich, ohne dass die Geschwister davon wissen, in Sadie nieder und Horus in Carter. Nephthys lässt sich in einer Beobachterin des Lebenshauses nieder. Die Geschwister werden bewusstlos und von Polizisten nach Hause gebracht. Dort werden sie wegen eines Terroranschlages, den ihr Vater durchgeführt haben soll, des Landes verwiesen und von ihrem bisher unbekannten Onkel Amos nach Brooklyn gebracht. Sie erfahren, dass Amos die Polizei dazu gebracht hat, sie des Landes zu verweisen. Außerdem erfahren sie, dass sie Nachkommen ägyptischer Pharaonen sind und dazu auch noch magisch begabt. Anhand von Erzählungen und Träumen der Kinder rekonstruiert Amos das Geschehene. Er findet heraus, dass Seth die Herrschaft übernehmen will und die Menschheit dadurch leiden wird. Er begibt sich auf eine Reise, auf der er später von Seth gefangen genommen wird.
Während seiner Abwesenheit wird seine Villa, in der Sadie und Carter sind, angegriffen und Sadies Katze verwandelt sich in die Göttin Bastet, die sie beschützt. Trotzdem müssen sie fliehen. Auf ihrer Flucht treffen sie auf die Magierin, in die Nephtys gefahren ist. Diese bringt Sadie und Carter in das sogenannte Lebenshaus. Bastet wird für tot gehalten. Im Lebenshaus wirken Magier, die versuchen, die Götter zu kontrollieren und gefangen zu halten, da sie diese für böse halten.
Sadie trifft auf den Obersten Vorlesepriester, Iskander, der mittlerweile auch wie Carter und Sadie glaubt, dass die Götter guter Natur sind. Als aber Iskander stirbt und ein neuer Magier seinen Platz einnimmt, müssen Sadie und Carter durch ein Portal fliehen. Später treffen sie die totgeglaubte Bastet wieder und erfahren, dass sie Gastkörper für die Götter Horus und Isis sind.
Zusammen mit der Hilfe der Magie der Götter bestehen die beiden Kinder viele Abenteuer. Schließlich treffen sie ihren Onkel Amos, der von Seth besessen ist, was die beiden Geschwister aber derzeit noch nicht wissen. Mithilfe von Zia Rashid, dem Gastkörper Nephthys, dringen sie in eine von Seth gebaute Pyramide ein. Diese ist sein Gastkörper, und wenn sie vervollständigt wird, eine große Quelle der Macht für ihn, mit der sich ihm niemand in den Weg stellen könnte.
In einem Kampf zwischen Horus/Carter und Isis/Sadie, die eigentlich in Einklang mit den Göttern gekommen sind, mit Seth, wird dieser mithilfe einer Zauberformel und seinem Geheimen Namen besiegt. Es zeigt sich, dass dieser, ohne es zu wissen, für Apophis, der aus seinem Gefängnis auszubrechen versucht, gekämpft hat. Als Seth einen Schwur ablegt, lassen die Kane-Geschwister ihn laufen. Während des Kampfes stirbt Zia Rashid und es wird offenbart, dass sie nur ein Uschebti ist. Der Gastkörper der Nephthys ist von Iskander vor seinem Tod versteckt worden. Aufgrund des Kampfes mit Seth stellt das Lebenshaus die Fahndung nach den Kanes ein und Onkel Amos geht zur Kur von seiner besessenen Zeit nach Ägypten.
Sadie und Carter erkennen, dass die Macht der Götter süchtig macht und geben sie auf. Dann gehen sie auf die Suche nach weiteren Kindern mit magischen Fähigkeiten, die nichts von ihnen wissen. Horus wird zum Pharao der Götter gekrönt.

## Hauptcharaktere
| Magier                                  | Götter   | Sonstige                                  |
| --------------------------------------- | -------- | ----------------------------------------- |
| Sadie Kane Weg der Isis                 | Isis     | Cheops, der Pavian                        |
| Carter Kane Weg des Horus               | Horus    | Horrorgesicht Dämon, Rechte Hand von Seth |
| Amos Kane                               | Bastet   | Leroy, Seth-tier                          |
| Julius Kane, Vater von Sadie und Carter | Nephthys |                                           |
| Zia Rashid                              | Seth     |                                           |
| Iskander                                | Selket   |                                           |
| Michel Desjardins                       | Sobek    |                                           |
|                                         | Nut      |                                           |
|                                         | Geb      |                                           |

## Ausgaben
- Die Kane-Chroniken – Die rote Pyramide, Buch und E-Book im Carlsen Verlag
- Hörbuch, gelesen von Lotte Ohm und Stefan Kaminski.